# Żelkówka grubościennozarodnikowa

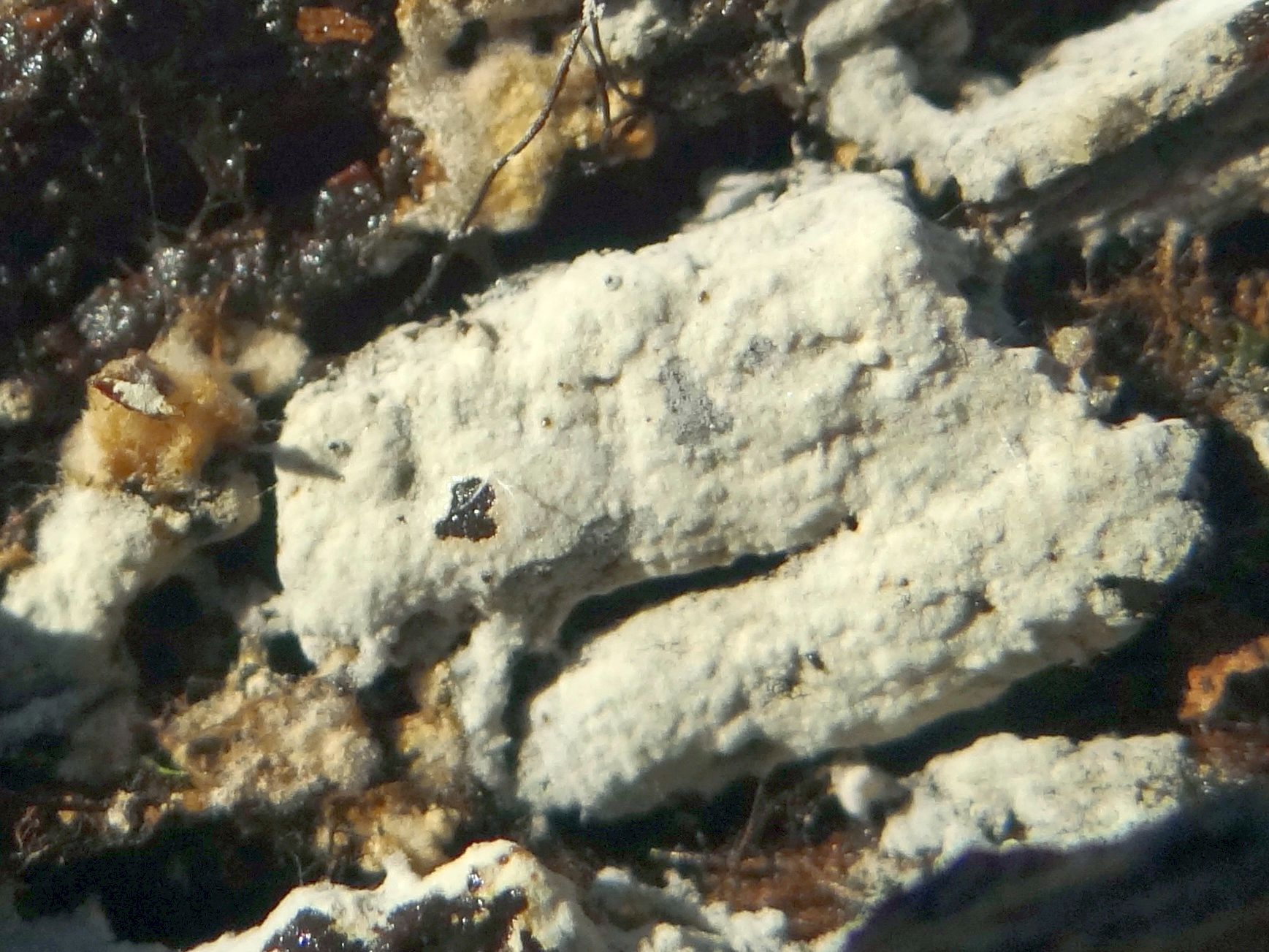

Żelkówka grubościennozarodnikowa, żylaczka grubościennozarodnikowa (Aphanobasidium pseudotsugae (Burt) Boidin & Gilles) – gatunek grzybów z rodziny Radulomycetaceae.

## Systematyka i nazewnictwo
Pozycja w klasyfikacji: Aphanobasidium, Radulomycetaceae, Agaricales, Agaricomycetidae, Agaricomycetes, Agaricomycotina, Basidiomycota, Fungi (według Index Fungorum).
Po raz pierwszy takson ten zdiagnozował w 1926 r. Edward Angus Burt nadając mu nazwę Corticium pseudotsugae. Obecną, uznaną przez Index Fungorum nazwę nadali mu Jacques Boidin i Gérard Gilles w 1989 r.
Synonimy:
- Aphanobasidium asseriphilum (Litsch.) Stalpers 1996
- Corticium asseriphilum Litsch. 1934
- Corticium pseudotsugae Burt 1926
- Phlebiella pseudotsugae (Burt) K.H. Larss. & Hjortstam 1987
- Xenasma pseudotsugae (Burt) J. Erikss. 1958

Władysław Wojewoda w 2003 r. zaproponował polską nazwę żylaczka grubościennozarodnikowa. Po przeniesieniu gatunku do rodzaju Aphanobasidium stała się niespójna z nazwą naukową. Zgodną z aktualną nazwą naukową nazwę polską żelkówka grubościennozarodnikowa zaproponował K. Karasiński w 2005 r.

## Morfologia
Owocnik
Rozpostarty na podłożu, cienki, o barwie od białawej do szaroniebieskawej. Powierzchnia woskowata, błyszcząca. Kontekst biały. Owocniki mają nieprzyjemny zapach naftalenu.
Cechy mikroskopowe
Zarodniki białawe o wymiarach 4–6 × 2,5–4 µm, elipsoidalne, nieamyloidalne, grubościenne.
Od podobnych rozpostartych grzybów o białawej barwie można go odróżnić jedynie badaniem mikroskopowym.

## Występowanie i siedlisko
Żelkówka grubościennozarodnikowa występuje powszechnie na całej półkuli północnej. W. Wojewoda w zestawieniu wielkoowocnikowych grzybów podstawkowych Polski w 2003 r. przytacza trzy jej stanowiska (Puszcza Niepołomicka, Wzgórza Tynieckie, Beskid Sądecki), wszystkie na drewnie sosny.
Grzyb saprotroficzny rozwijający się na martwym drewnie drzew iglastych i bardzo rzadko na dębie. Owocniki wytwarza zazwyczaj od kwietnia do września. Powoduje białą zgniliznę drewna.